# Pac-Man Community
Pac-Man Community fue un videojuego de laberintos desarrollado por Genvid y publicado por Early Cross en colaboración con Bandai Namco Entertainment para Facebook. Fue lanzado el 16 de diciembre de 2021.
Pac-Man Community permite a los jugadores crear y jugar laberintos; También se incluye el juego arcade original Pac-Man. El 5 de enero de 2023, se anunció el cierre del juego y se cerró el 4 de febrero de 2023.

## Jugabilidad
De manera similar a El Pac-Man más grande del mundo, Pac-Man Community permite al jugador crear y jugar laberintos de Pac-Man creados por la comunidad con otros tres jugadores o jugadores controlados por computadora.
De manera similar al Pac-Man original, los jugadores deben comerse todos los Pac-Dots en el laberinto mientras evitan a los Fantasmas Blinky,  Pinky, Inky y Clyde. El juego presenta multijugador simultáneo; cuatro Pac-Men multicolores (de color amarillo, verde, morado y rosa respectivamente) deben cooperar o competir entre sí para superar cada laberinto. Al completar una etapa en Quick Play, los jugadores avanzarán a otra etapa seleccionada al azar. La velocidad del juego aumenta después de cada 3 rondas completadas. Después del final de cada ronda o juego, se cuentan los puntos del jugador, los Pac-Dots y los mordiscos fantasma.
El juego presenta varios modos de juego:

### Play
"Play" le permite al jugador jugar en cualquiera de los laberintos de Pac-Man creados por el usuario.
- Quick Play permite al jugador emparejarse rápidamente con otros tres jugadores y recorrer laberintos seleccionados al azar. El jugador puede encontrar o alojar las partidas de Quick Play.
- User Mazes destaca los laberintos populares y permite a los jugadores buscar en los laberintos creados por los usuarios por su número. Los laberintos de usuario pueden ser jugados por un solo jugador.
- Join Room permite al jugador unirse a una sala de jugadores mediante un código.
- Classic Arcade es una recreación del Pac-Man original, con sus reglas originales.
- Además, el jugador puede ver su clasificación.

### Create
"Create" permite al jugador crear sus propios laberintos y ver los laberintos creados previamente.
- Create Maze muestra un creador de laberintos. El jugador puede colocar, eliminar y ajustar libremente la ubicación inicial de Pac-Man, Pac-Dots, Power Pellets, la ubicación de aparición de Bonus Fruit, las paredes del laberinto, los túneles de deformación, las pegatinas de fondo y los colores de las paredes y pisos del laberinto. Algunas pegatinas y colores se desbloquean después de cumplir ciertos criterios. Algunas de las pegatinas incluyen ilustraciones de personajes de Pac-Man World Re-Pac.
- My Mazes permite al jugador ver cualquier laberinto que haya creado previamente.
- My Playlists le permite al jugador crear listas de reproducción de laberintos creados por él mismo o por otros.

### Watch
"Watch" permite a los jugadores ver partidos de jugadores aleatorios. Mientras miras, dos indicadores llamados AI PAC-MAN están presentes en el lado derecho de la pantalla. Al presionar los botones Pac-Man o Fantasma respectivamente, el jugador puede animar a dicho lado, aumentando sus respectivos metros. Cuando los indicadores alcanzan uno de los dos umbrales marcados o se llenan por completo, la velocidad de Pac-Man o de los Fantasmas aumenta.

## Desarrollo
El 22 de mayo de 2020, en honor al 40 aniversario de Pac-Man, Bandai Namco Entertainment anunció un juego titulado Pac-Man Live Studio. Pac-Man Live Studio iba a ser un juego web publicado por Amazon y se planeó que tuviera integración con el servicio de transmisión en vivo Twitch. A pesar de que, según se informa, su lanzamiento estaba programado para junio de 2020, las actualizaciones de Pac-Man Live Studio nunca se proporcionaron después del anuncio del juego, y el juego no cumplió con su ventana de lanzamiento planificada; aunque los medios de Bandai Namco han afirmado que el juego todavía se encuentra en algún tipo de desarrollo y no se cancela por completo después de un año después del calendario de lanzamiento previsto para el juego. Todas las menciones del juego en las páginas de Amazon y Pac-Man se eliminarían en los meses siguientes, incluida la desactivación de la cuenta de Twitter del juego.
El juego Pac-Man Community se lanzó por primera vez en diciembre de 2021, aproximadamente un año y medio después de la fecha de lanzamiento prevista de Pac-Man Live Studio. Aunque no se ha confirmado oficialmente que sea el mismo juego, si se comparan "Community" y "Live Studio" uno al lado del otro, es evidente que efectivamente son el mismo juego. Si bien se han modificado la interfaz visual y los colores, la funcionalidad real y las opciones del juego son en gran medida idénticas entre los dos. Esto implica que Facebook, por medios desconocidos, recibió posteriormente los derechos de distribución del juego; en lugar de, o potencialmente además de, Amazon/Twitch.

El juego abandonó su etapa Beta en el segundo trimestre de 2022. El juego había logrado 6 millones de jugadores y 17,000 laberintos creados por usuarios hasta el 3 de junio de 2022. El 5 de enero de 2023, se anunció que el juego se cerraría el 4 de febrero de 2023, lo que dejaría el juego injugable después de dicha fecha. El 3 de febrero de 2023, la página de Facebook publicó un mosaico de laberintos seleccionados creados por usuarios antes de que el juego cerrara al día siguiente.